# Munday (Texas)
Munday é uma cidade localizada no estado norte-americano de Texas, no Condado de Knox.

## Demografia
Segundo o censo norte-americano de 2000, a sua população era de 1527 habitantes.
Em 2006, foi estimada uma população de 1318, um decréscimo de 209 (-13.7%).

## Geografia
De acordo com o United States Census Bureau tem uma área de
3,7 km², dos quais 3,7 km² cobertos por terra e 0,0 km² cobertos por água.

## Localidades na vizinhança
O diagrama seguinte representa as localidades num raio de 24 km ao redor de Munday.